# Unione Sportiva Lecce 2015-2016
Questa voce raccoglie le informazioni riguardanti l'Unione Sportiva Lecce nelle competizioni ufficiali della stagione 2015-2016.

## Stagione
I giallorossi hanno effettuato il ritiro precampionato a Castel di Sangro, dal 17 al 31 luglio, effettuando gli allenamenti presso lo Stadio Teofilo Patini. La campagna abbonamenti dei giallorossi si è chiusa il 4 settembre 2015, con 6681 abbonati.
Il debutto ufficiale nella stagione 2015-2016 avviene il 2 agosto 2015, nella partita contro il Catanzaro, valida per il primo turno della Coppa Italia, pareggiando 0 a 0 nei tempi regolamentari e avanzando di turno ai calci di rigore. Al secondo turno, il 9 agosto, i giallorossi vanno in trasferta a Cesena, venendo battuti per 4 a 0 ed eliminati dal torneo.
Il debutto in campionato è avvenuto il 6 settembre 2015, nella partita casalinga persa 3 a 1 contro la Fidelis Andria.

## Organigramma societario
Tratto dal sito ufficiale.
Area direttiva
- Presidente: Enrico Tundo
- Presidente onorario: Saverio Sticchi Damiani
- Vicepresidente: Corrado Liguori
- Vicepresidente: Stefano Adamo
- Direttore generale: Giuseppe Mercadante
- Direttore sportivo: Stefano Trinchera

Area tecnica
- Allenatore:  Antonino Asta, poi Piero Braglia[2]
- Allenatore in seconda: Francesco Farina, poi Mauro Isetto
- Team manager: Claudio Vino
- Responsabile settore giovanile: Roberto Alberti
- Preparatore dei portieri: Luigi Sassanelli
- Preparatore atletico: Mirco Spedicato, Sergio Musa (dalla 7ª giornata)

Area sanitaria
- Medici sociali: Luigi Cappello, Giuseppe Congedo e Antonio Tondo
- Massofisioterapista: Alessandro Donato
- Osteopata: Graziano Fiorita

## Divise e sponsor
Lo sponsor tecnico per la stagione 2015-2016 è Legea, per il terzo anno consecutivo. Come sponsor ufficiale invece, non compare più Betitaly, dopo cinque stagioni, ma, per le prime due gare di campionato, il main sponsor sarà l'azienda Tundo Francesco S.p.A., mentre per il resto della stagione, lo co-sponsor ufficiale sarà l'azienda Maffei. Dal 14 ottobre, il top sponsor dei salentini diventa Moby. I giallorossi sono stati sprovvisti dello sponsor solamente nelle due gare di Coppa Italia, giocate rispettivamente contro il Catanzaro ed il Cesena.
Coppa Italia e Lega Pro (1ª - 10ª giornata)
| 1ª Maglia | 2° maglia | 3° maglia |

Coppa Italia e Lega Pro (11ª - 34ª giornata)
|  |

| 1° maglia | 2ª maglia | 2ª alternativa |

## Rosa
In corsivo i giocatori ceduti a stagione in corso.
| N. |                   | Ruolo | Calciatore           |
| -- | ----------------- | ----- | -------------------- |
|    | Italia (bandiera) | P     | Massimiliano Benassi |
|    | Italia (bandiera) | P     | Marco Bleve          |
|    | Italia (bandiera) | P     | Filippo Perucchini   |
|    | Italia (bandiera) | D     | Giuseppe Abruzzese   |
|    | Italia (bandiera) | D     | Raffaele Alcibiade   |
|    | Italia (bandiera) | D     | Andrea Beduschi      |
|    | Italia (bandiera) | D     | Alessandro Camisa    |
|    | Italia (bandiera) | D     | Francesco Cosenza    |
|    | Italia (bandiera) | D     | Gianluca Freddi      |
|    | Italia (bandiera) | D     | Nicolò Gigli         |
|    | Italia (bandiera) | D     | Sedrick Kalombo      |
|    | Italia (bandiera) | D     | Matteo Legittimo     |
|    | Italia (bandiera) | D     | Matteo Liviero       |
|    | Italia (bandiera) | D     | Francesco Lo Bue     |
|    | Italia (bandiera) | C     | Giuseppe De Feudis   |
|    | Italia (bandiera) | C     | Alessandro Carrozza  |
|    | Italia (bandiera) | C     | Andrea Cicerello     |

| N. |                     | Ruolo | Calciatore              |
| -- | ------------------- | ----- | ----------------------- |
|    | Italia (bandiera)   | C     | Franco Lepore           |
|    | Italia (bandiera)   | C     | Fabrizio Lo Sicco       |
|    | Italia (bandiera)   | C     | Gianmarco Monaco        |
|    | Italia (bandiera)   | C     | Romeo Papini (capitano) |
|    | Italia (bandiera)   | C     | Matteo Pessina          |
|    | Italia (bandiera)   | C     | Stefano Salvi           |
|    | Romania (bandiera)  | C     | Sergiu Suciu            |
|    | Uruguay (bandiera)  | C     | Juan Surraco            |
|    | Italia (bandiera)   | C     | Edoardo Tundo           |
|    | Ungheria (bandiera) | C     | Bálint Vécsei           |
|    | Italia (bandiera)   | A     | Salvatore Caturano      |
|    | Italia (bandiera)   | A     | Davis Curiale           |
|    | Senegal (bandiera)  | A     | Abou Diop               |
|    | Francia (bandiera)  | A     | Abdou Doumbia           |
|    | Italia (bandiera)   | A     | Davide Moscardelli      |
|    | Gambia (bandiera)   | A     | Ali Sowe                |

## Calciomercato

### Sessione estiva(dal 1/7 al 31/8)
| Acquisti | Acquisti             | Acquisti         | Acquisti      |
| R.       | Nome                 | da               | Modalità      |
| -------- | -------------------- | ---------------- | ------------- |
| P        | Massimiliano Benassi | Arezzo           | fine prestito |
| P        | Filippo Perucchini   | Varese           | fine prestito |
| P        | Marco Bleve          | Martina          | fine prestito |
| D        | Francesco Lo Bue     | Trapani          | definitivo    |
| D        | Nicolò Gigli         | Fiorentina       | prestito      |
| D        | Francesco Cosenza    | Pro Vercelli     | definitivo    |
| D        | Leandro Versienti    | Rimini           | fine prestito |
| D        | Matteo Liviero       | Juventus         | prestito      |
| D        | Domenico Brunetti    | Martina          | fine prestito |
| D        | Alessandro Camisa    | Vicenza          | definitivo    |
| C        | Matteo Pessina       | Milan            | prestito      |
| C        | Edoardo Tundo        | Melfi            | fine prestito |
| C        | Bálint Vécsei        | Bologna          | prestito      |
| C        | Giuseppe De Feudis   | Cesena           | definitivo    |
| C        | Sergiu Suciu         | Torino           | prestito      |
| C        | Juan Surraco         | El Tanque Sisley | definitivo    |
| A        | Davis Curiale        | Trapani          | prestito      |
| A        | Alessandro Carrozza  | Juve Stabia      | fine prestito |
| A        | Mattia Persano       | Napoli           | fine prestito |
| A        | Andrea Cicerello     | Napoli           | fine prestito |
| A        | Luigi Della Rocca    | Novara           | fine prestito |
| A        | Marco Rosafio        | Forlì            | fine prestito |
| A        | Abou Diop            | Torino           | prestito      |

| Cessioni | Cessioni              | Cessioni        | Cessioni              |
| R.       | Nome                  | a               | Modalità              |
| -------- | --------------------- | --------------- | --------------------- |
| P        | Nicholas Caglioni     | Feralpisalò     | definitivo            |
| P        | Alessandro Mirarco    | Ischia          | prestito              |
| P        | Tommaso Scuffia       | Catanzaro       | fine prestito         |
| D        | Stefano Pino          | Melfi           | definitivo            |
| D        | Gianluca Di Chiara    | Catanzaro       | fine prestito         |
| D        | Walter López          | Sol de América  | definitivo            |
| D        | Marcus Diniz          | Milan           | fine prestito         |
| D        | Kévin Vinetot         | AlbinoLeffe     | prestito              |
| C        | Edoardo Tundo         | Vigor Lamezia   | prestito              |
| C        | Daniele Mannini       | Pisa            | risoluzione contratto |
| C        | Antonio Guastamacchia | Aversa Normanna | prestito              |
| C        | Ledian Memushaj       | Pescara         | riscatto              |
| C        | Davide Difino         | Monopoli        | prestito              |
| C        | Luiz Sacilotto        | Siena           | definitivo            |
| C        | Mariano Bogliacino    | Martina         | definitivo            |
| C        | Filipe                | Perugia         | fine prestito         |
| A        | Fabrizio Miccoli      | Birkirkara      | definitivo            |
| A        | Luigi Della Rocca     | Rimini          | prestito              |
| A        | Filippo Falco         | Bologna         | prestito              |
| A        | Jacopo Manconi        | Novara          | fine prestito         |
| A        | Gustavo               | Novara          | fine prestito         |
| A        | Mattia Persano        | Bologna         | prestito              |
| A        | Carlos Embalo         | Palermo         | fine prestito         |
| A        | Marco Rosafio         | Monopoli        | prestito              |
| A        | Eric Herrera          | Melfi           | prestito              |

### Sessione invernale(dal 4/1 al 1/2)
| Acquisti | Acquisti           | Acquisti      | Acquisti                         |
| R.       | Nome               | da            | Modalità                         |
| -------- | ------------------ | ------------- | -------------------------------- |
| C        | Edoardo Tundo      | Vigor Lamezia | risoluzione prestito             |
| A        | Salvatore Caturano | Ascoli        | prestito                         |
| C        | Fabrizio Lo Sicco  | Pistoiese     | prestito con diritto di riscatto |
| A        | Ali Sowe           | Chievo        | prestito con diritto di riscatto |
| D        | Raffaele Alcibiade | svincolato    | definitivo                       |

| Cessioni | Cessioni         | Cessioni           | Cessioni                         |
| R.       | Nome             | a                  | Modalità                         |
| -------- | ---------------- | ------------------ | -------------------------------- |
| D        | Sedrick Kalombo  | Gubbio             | risoluzione                      |
| C        | Edoardo Tundo    | Virtus Francavilla | risoluzione                      |
| D        | Francesco Lo Bue | Mantova            | prestito con diritto di riscatto |
| C        | Sergiu Suciu     | Torino             | risoluzione prestito             |
| C        | Andrea Cicerello | Foligno            | prestito                         |
| C        | Gianmarco Monaco | Foligno            | prestito                         |
| C        | Matteo Pessina   | Milan              | risoluzione prestito             |
| A        | Abou Diop        | Juve Stabia        | -                                |
| D        | Nicolò Gigli     | Fiorentina         | risoluzione prestito             |

## Risultati

### Lega Pro

#### Girone di andata
| Arbitro: | Di Ruberto (Nocera Inferiore) |

|                 |           |                                                 |
| Moscardelli 63’ | Marcatori | 5’ Onescu 25’ Grandolfo 90+3’ (rig.) Strambelli |

| Arbitro: | Marinelli (Tivoli) |

|  |           |            |
|  | Marcatori | 49’ Papini |

| Arbitro: | Amoroso (Paola) |

|             |           |                   |
| Surraco 40’ | Marcatori | 32’ (aut.) Freddi |

| Arbitro: | Giua (Pisa) |

|               |           |            |
| Franchini 28’ | Marcatori | 90’ Vécsei |

| Lecce 4 ottobre 2015, ore 17:30 CEST 5ª giornata | Lecce             | 0 – 0 referto | Catania | Stadio Via del Mare (8762 spett.)\| Arbitro: \| Piccinini (Forlì) \| |
| Arbitro:                                         | Piccinini (Forlì) |               |         |                                                                      |

| Arbitro: | Mainardi (Bergamo) |

|                                                  |           |  |
| Sarno 35’ Gigliotti 49’ Agnelli 66’ Floriano 80’ | Marcatori |  |

| Arbitro: | D'Apice (Arezzo) |

|              |           |  |
| Papini 45+2’ | Marcatori |  |

| Arbitro: | Luciano (Lamezia Terme) |

|  |           |            |
|  | Marcatori | 64’ Lepore |

| Arbitro: | Pagliardini (Arezzo) |

|                 |           |  |
| Moscardelli 22’ | Marcatori |  |

| Arbitro: | Morreale (Roma1) |

|                                  |           |             |
| Giampà 46’ Cosenza 77’ (autogol) | Marcatori | 16’ Doumbia |

| Arbitro: | Paolini (Ascoli Piceno) |

|             |           |  |
| Surraco 50’ | Marcatori |  |

| Matera 22 novembre 2015, ore 15:00 CET 12ª giornata | Matera           | 0 – 0 referto | Lecce | Stadio XXI Settembre-Franco Salerno\| Arbitro: \| Balice (Termoli) \| |
| Arbitro:                                            | Balice (Termoli) |               |       |                                                                       |

| Arbitro: | Ranaldi (Tivoli) |

|                |           |                                             |
| Savanarola 66’ | Marcatori | 23’ Moscardelli 40’ Curiale 90’ (rig.) Diop |

| Arbitro: | Di Martino (Teramo) |

|                        |           |  |
| Surraco 56’ Lepore 87’ | Marcatori |  |

| Arbitro: | Rossi (Rovigo) |

|            |           |            |
| Guerri 48’ | Marcatori | 89’ Lepore |

| Arbitro: | Mancini (Fermo) |

|                 |           |               |
| Curiale 48’ 66’ | Marcatori | 33’ Ciciretti |

| Arbitro: | Vesprini (Macerata) |

|                  |           |          |
| Mastropietro 87’ | Marcatori | Caturano |

#### Girone di ritorno
| Andria 17 gennaio 2016, ore 15:00 CET 18ª giornata | Fidelis Andria   | 0 – 0 referto | Lecce | Stadio Degli Ulivi\| Arbitro: \| Tardino (Milano) \| |
| Arbitro:                                           | Tardino (Milano) |               |       |                                                      |

| Arbitro: | Luciano (Lamezia Terme) |

|                         |           |  |
| Surraco 20’ Cosenza 52’ | Marcatori |  |

| Arbitro: | Paolini (Ascoli Piceno) |

|                |           |             |
| De Angelis 12’ | Marcatori | 59’ Surraco |

| Arbitro: | Piccinini (Forlì) |

|                                          |           |  |
| Moscardelli 39’ Doumbia 64’ Beduschi 77’ | Marcatori |  |

| Catania 13 febbraio 2016, ore 20:30 CET 22ª giornata | Catania         | 0 – 0 | Lecce | Stadio Angelo Massimino (7375 spett.)\| Arbitro: \| Morreale (Roma) \| |
| Arbitro:                                             | Morreale (Roma) |       |       |                                                                        |

| Arbitro: | Baroni (Firenze) |

|                                |           |             |
| Lepore 6’ Curiale 77’ Sowe 82’ | Marcatori | 85’ Agnelli |

| Arbitro: | Giua (Pisa) |

|  |           |                                |
|  | Marcatori | 33’ 47’ Moscardelli 67’ Papini |

| Arbitro: | Mei (Pesaro) |

|                |           |           |
| Caturano 90+4’ | Marcatori | 8’ Masini |

| Arbitro: | Giovani (Grosseto) |

|  |           |               |
|  | Marcatori | 70’ Alcibiade |

| Arbitro: | Piscopo (Imperia) |

|                                                    |           |  |
| Moscardelli 2’ Doumbia 19’ Papini 54’ Caturano 65’ | Marcatori |  |

| Arbitro: | Guccini (Albano Laziale) |

|                                           |           |                                                    |
| Ciancio 29’ Cavallaro 74’ La Mantia 90+1’ | Marcatori | 5’ 82’ Moscardelli 62’ Surraco 78’ (aut.) Tedeschi |

| Arbitro: | Di Martino (Teramo) |

|            |           |                          |
| Lepore 61’ | Marcatori | 39’ Carretta 86’ De Rose |

| Lecce 10 aprile 2016, ore 15:00 CET 30ª giornata | Lecce            | 0 – 0 | Akragas | Stadio Via del Mare (9.932 spett.)\| Arbitro: \| Balice (Termoli) \| |
| Arbitro:                                         | Balice (Termoli) |       |         |                                                                      |

| Arbitro: | D'Apice (Arezzo) |

|             |           |                   |
| Tavares 71’ | Marcatori | 63’ (rig.) Lepore |

| Arbitro: | Piccinini (Forlì) |

|               |           |  |
| De Feudis 59’ | Marcatori |  |

| Arbitro: | Marinelli (Tivoli) |

|                          |           |  |
| Mazzeo 18’ 51’ Cissè 71’ | Marcatori |  |

| Arbitro: | Amabile (Vicenza) |

|                                          |           |              |
| Caturano 32’ Moscardelli 65’ Doumbia 71’ | Marcatori | 83’ Rossetti |

### Play-off promozione

#### Quarti di finale
| Arbitro: | Baroni (Firenze) |

|                                                 |           |  |
| Moscardelli 13’ (rig.) Salvi 56’ Caturano 90+3’ | Marcatori |  |

#### Semifinale
| Arbitro: | Piccinini (Forlì) |

|                                   |           |                          |
| Moscardelli 37’ Lepore 71’ (rig.) | Marcatori | 3’ 6’ Iemmello 41’ Sarno |

| Arbitro: | Marinelli (Tivoli) |

|                        |           |              |
| Riverola 50’ Sarno 63’ | Marcatori | 73’ Caturano |

### Coppa Italia
| Arbitro: | Mastrodonato (Molfetta) |

|                                              |                      |                                      |
| Moscardelli Rosafio Lepore Herrera Abruzzese | Tiri di rigore 3 – 2 | Razzitti Maita Agnello Orchi Mancuso |

| Arbitro: | Chiffi (Padova) |

|                                         |           |  |
| Ragusa 13’ Rodríguez 60’ 75’ Molina 67’ | Marcatori |  |

### Coppa Italia Lega Pro
| Arbitro: | Robilotta (Sala Consilina) |

|                     |           |              |
| Diop 42’ Monaco 62’ | Marcatori | 52’ D'Angelo |

| Cosenza 11 novembre 2015, ore 15:00 CEST                                          | Cosenza   | 1 – 3                                | Lecce | Stadio Comunale San Vito Gigi Marulla |
| \| \| \| \| \| Criaco 53’ \| Marcatori \| 6’ Abruzzese 64’ Carrozza 74’ Vecsei \| |           |                                      |       |                                       |
|                                                                                   |           |                                      |       |                                       |
| Criaco 53’                                                                        | Marcatori | 6’ Abruzzese 64’ Carrozza 74’ Vecsei |       |                                       |

| Lecce 16 dicembre 2015, ore 14:30 CET         | Lecce     | 0 – 1       | Akragas | Stadio Via del Mare |
| \| \| \| \| \| \| Marcatori \| 7’ Leonetti \| |           |             |         |                     |
|                                               |           |             |         |                     |
|                                               | Marcatori | 7’ Leonetti |         |                     |

## Statistiche

### Statistiche di squadra
| Competizione          | Punti         | In casa | In casa | In casa | In casa | In casa | In casa | In trasferta | In trasferta | In trasferta | In trasferta | In trasferta | In trasferta | Totale | Totale | Totale | Totale | Totale | Totale | DR  |
| Competizione          | Punti         | G       | V       | N       | P       | Gf      | Gs      | G            | V            | N            | P            | Gf           | Gs           | G      | V      | N      | P      | Gf     | Gs     | DR  |
| --------------------- | ------------- | ------- | ------- | ------- | ------- | ------- | ------- | ------------ | ------------ | ------------ | ------------ | ------------ | ------------ | ------ | ------ | ------ | ------ | ------ | ------ | --- |
| Lega Pro              | 63            | 17      | 11      | 4       | 2       | 27      | 10      | 17           | 6            | 8            | 3            | 19           | 18           | 34     | 17     | 12     | 5      | 46     | 28     | +18 |
| Coppa Italia          | secondo turno | 1       | 0       | 1       | 0       | 0       | 0       | 1            | 0            | 0            | 1            | 0            | 4            | 2      | 0      | 1      | 1      | 0      | 4      | -4  |
| Coppa Italia Lega Pro | terzo turno   | 2       | 1       | 0       | 1       | 2       | 2       | 1            | 1            | 0            | 0            | 3            | 1            | 3      | 2      | 0      | 1      | 5      | 3      | +2  |
| Totale                | 63            | 20      | 12      | 5       | 3       | 29      | 12      | 19           | 7            | 8            | 4            | 22           | 23           | 39     | 19     | 13     | 7      | 51     | 35     | +16 |

### Andamento in campionato
| Giornata  | 1  | 2 | 3 | 4 | 5  | 6  | 7  | 8 | 9 | 10 | 11 | 12 | 13 | 14 | 15 | 16 | 17 | 18 | 19 | 20 | 21 | 22 | 23 | 24 | 25 | 26 | 27 | 28 | 29 | 30 | 31 | 32 | 33 | 34 |
| --------- | -- | - | - | - | -- | -- | -- | - | - | -- | -- | -- | -- | -- | -- | -- | -- | -- | -- | -- | -- | -- | -- | -- | -- | -- | -- | -- | -- | -- | -- | -- | -- | -- |
| Luogo     | C  | T | C | T | C  | T  | C  | T | C | T  | C  | T  | T  | C  | T  | C  | T  | T  | C  | T  | C  | T  | C  | T  | C  | T  | C  | T  | C  | C  | T  | C  | T  | C  |
| Risultato | P  | V | N | N | N  | P  | V  | V | V | P  | V  | N  | V  | V  | N  | V  | N  | N  | V  | N  | V  | N  | V  | V  | N  | V  | V  | V  | P  | N  | N  | V  | P  | V  |
| Posizione | 16 | 7 | 8 | 8 | 10 | 12 | 11 | 9 | 5 |    |    |    | 2  | 2  | 3  | 3  | 4  | 4  | 4  | 4  | 4  | 3  | 2  | 2  | 2  | 2  | 2  | 2  | 2  | 2  | 2  | 2  | 3  | 3  |

Fonte:  Italian Lega Pro 1 Divisione C, su corrieredellosport.it. URL consultato il 7 settembre 2015 (archiviato dall'url originale il 24 settembre 2015).
Legenda:

Luogo: C = Casa; T = Trasferta. Risultato: V = Vittoria; N = Pareggio; P = Sconfitta.

### Statistiche dei giocatori
In corsivo i giocatori ceduti a stagione in corso. Tra parentesi sono indicati gli autogol. Aggiornato al 14 marzo 2016.
| Giocatore            | Lega Pro | Lega Pro | Lega Pro    | Lega Pro   | Coppa Italia | Coppa Italia | Coppa Italia | Coppa Italia | Coppa Italia Lega Pro | Coppa Italia Lega Pro | Coppa Italia Lega Pro | Coppa Italia Lega Pro | Totale   | Totale | Totale      | Totale     |
| Giocatore            | Presenze | Reti     | Ammonizioni | Espulsioni | Presenze     | Reti         | Ammonizioni  | Espulsioni   | Presenze              | Reti                  | Ammonizioni           | Espulsioni            | Presenze | Reti   | Ammonizioni | Espulsioni |
| -------------------- | -------- | -------- | ----------- | ---------- | ------------ | ------------ | ------------ | ------------ | --------------------- | --------------------- | --------------------- | --------------------- | -------- | ------ | ----------- | ---------- |
| Giuseppe Abruzzese   | 16       | 0        | 3           | 0          | 2            | 0            | 0            | 0            | 3                     | 1                     | 1                     | 0                     | 21       | 1      | 4           | 0          |
| Raffaele Alcibiade   | 4        | 1        | 1           | 0          | -            | -            | -            | -            | -                     | -                     | -                     | -                     | 4        | 1      | 1           | 0          |
| Andrea Beduschi      | 6        | 1        | 3           | 0          | 1            | 0            | 0            | 0            | 2                     | 0                     | 1                     | 0                     | 9        | 1      | 4           | 0          |
| Massimiliano Benassi | 1        | -3       | 1           | 0          | 2            | -4           | 0            | 0            | 3                     | -3                    | 0                     | 1                     | 6        | -10    | 1           | 1          |
| Marco Bleve          | 1        | 0        | 0           | 0          | -            | -            | -            | -            | -                     | -                     | -                     | -                     | 1        | 0      | 0           | 0          |
| Alessandro Camisa    | 10       | 0        | 5           | 1          | -            | -            | -            | -            | 3                     | 0                     | 0                     | 1                     | 13       | 0      | 5           | 2          |
| Alessandro Carrozza  | 9        | 0        | 1           | 0          | -            | -            | -            | -            | 3                     | 1                     | 1                     | 0                     | 12       | 1      | 2           | 0          |
| Salvatore Caturano   | 6        | 2        | 1           | 0          | -            | -            | -            | -            | -                     | -                     | -                     | -                     | 6        | 2      | 1           | 0          |
| Andrea Cicerello     | 1        | 0        | 0           | 0          | -            | -            | -            | -            | 1                     | 0                     | 0                     | 0                     | 2        | 0      | 0           | 0          |
| Francesco Cosenza    | 17       | 1 (1)    | 4           | 0          | 1            | 0            | 0            | 0            | -                     | -                     | -                     | -                     | 18       | 1      | 4           | 0          |
| Davis Curiale        | 20       | 4        | 4           | 0          | -            | -            | -            | -            | -                     | -                     | -                     | -                     | 20       | 4      | 4           | 0          |
| Giuseppe De Feudis   | 13       | 0        | 3           | 1          | 2            | 0            | 0            | 0            | 1                     | 0                     | 0                     | 0                     | 16       | 0      | 3           | 1          |
| Abou Diop            | 10       | 1        | 1           | 0          | -            | -            | -            | -            | 3                     | 1                     | 1                     | 0                     | 13       | 2      | 2           | 0          |
| Abdou Doumbia        | 18       | 2        | 0           | 0          | 2            | 0            | 0            | 0            | 1                     | 0                     | 0                     | 0                     | 21       | 2      | 0           | 0          |
| Gianluca Freddi      | 18       | 0 (1)    | 7           | 1          | -            | -            | -            | -            | 1                     | 0                     | 0                     | 0                     | 19       | 0      | 7           | 1          |
| Nicolò Gigli         | 6        | 0        | 2           | 0          | 2            | 0            | 0            | 0            | 1                     | 0                     | 0                     | 0                     | 9        | 0      | 2           | 0          |
| Eric Herrera         | -        | -        | -           | -          | 2            | 0            | 0            | 0            | -                     | -                     | -                     | -                     | 2        | 0      | 0           | 0          |
| Sedrick Kalombo      | -        | -        | -           | -          | 2            | 0            | 0            | 0            | 1                     | 0                     | 0                     | 0                     | 3        | 0      | 0           | 0          |
| Matteo Legittimo     | 21       | 0        | 1           | 0          | -            | -            | -            | -            | 1                     | 0                     | 0                     | 0                     | 22       | 0      | 1           | 0          |
| Franco Lepore        | 25       | 4        | 4           | 0          | 2            | 0            | 0            | 0            | -                     | -                     | -                     | -                     | 27       | 4      | 4           | 0          |
| Matteo Liviero       | 11       | 0        | 3           | 1          | -            | -            | -            | -            | 3                     | 0                     | 0                     | 0                     | 14       | 0      | 3           | 1          |
| Francesco Lo Bue     | 4        | 0        | 0           | 0          | -            | -            | -            | -            | 2                     | 0                     | 0                     | 0                     | 6        | 0      | 0           | 0          |
| Fabrizio Lo Sicco    | 2        | 0        | 0           | 0          | -            | -            | -            | -            | -                     | -                     | -                     | -                     | 2        | 0      | 0           | 0          |
| Daniele Mannini      | -        | -        | -           | -          | 1            | 0            | 0            | 0            | -                     | -                     | -                     | -                     | 1        | 0      | 0           | 0          |
| Gianmarco Monaco     | -        | -        | -           | -          | -            | -            | -            | -            | 3                     | 1                     | 0                     | 0                     | 3        | 1      | 0           | 0          |
| Andrea Morello       | -        | -        | -           | -          | 1            | 0            | 0            | 0            | -                     | -                     | -                     | -                     | 1        | 0      | 0           | 0          |
| Davide Moscardelli   | 22       | 6        | 1           | 0          | 2            | 0            | 0            | 0            | -                     | -                     | -                     | -                     | 24       | 6      | 1           | 0          |
| Romeo Papini         | 22       | 3        | 11          | 1          | 2            | 0            | 0            | 0            | -                     | -                     | -                     | -                     | 24       | 3      | 11          | 1          |
| Mattia Persano       | -        | -        | -           | -          | 1            | 0            | 0            | 0            | -                     | -                     | -                     | -                     | 1        | 0      | 0           | 0          |
| Filippo Perucchini   | 24       | -15      | 3           | 0          | -            | -            | -            | -            | -                     | -                     | -                     | -                     | 24       | -15    | 3           | 0          |
| Matteo Pessina       | 3        | 0        | 0           | 0          | -            | -            | -            | -            | 1                     | 0                     | 0                     | 0                     | 4        | 0      | 0           | 0          |
| Marco Rosafio        | -        | -        | -           | -          | 1            | 0            | 0            | 0            | -                     | -                     | -                     | -                     | 1        | 0      | 0           | 0          |
| Stefano Salvi        | 15       | 0        | 2           | 0          | -            | -            | -            | -            | 1                     | 0                     | 0                     | 0                     | 16       | 0      | 2           | 0          |
| Ali Sowe             | 3        | 1        | 0           | 0          | -            | -            | -            | -            | -                     | -                     | -                     | -                     | 3        | 1      | 0           | 0          |
| Sergiu Suciu         | 8        | 0        | 2           | 0          | 1            | 0            | 0            | 0            | 3                     | 0                     | 0                     | 0                     | 12       | 0      | 2           | 0          |
| Juan Surraco         | 22       | 5        | 6           | 0          | -            | -            | -            | -            | 1                     | 0                     | 0                     | 0                     | 23       | 5      | 6           | 0          |
| Edoardo Tundo        | -        | -        | -           | -          | -            | -            | -            | -            | 1                     | 0                     | 0                     | 0                     | 1        | 0      | 0           | 0          |
| Bálint Vécsei        | 18       | 1        | 3           | 0          | -            | -            | -            | -            | 2                     | 1                     | 0                     | 0                     | 20       | 2      | 3           | 0          |
| Kévin Vinetot        | -        | -        | -           | -          | 1            | 0            | 0            | 0            | -                     | -                     | -                     | -                     | 1        | 0      | 0           | 0          |

## Giovanili

### Organigramma
Dal sito ufficiale della società
- Allenatore Formazione Berretti: Claudio Luperto
- Allenatore Formazione Under 17: Alessandro Morello
- Allenatore Formazione Under 15: Vincenzo Mazzeo